# Österreichische Badmintonmeisterschaft 1963
Die Österreichische Badmintonmeisterschaft 1963 fand vom 24. bis zum 26. Mai 1963 in Krems an der Donau statt. Es war die sechste Auflage der Badmintonmeisterschaften von Österreich.

## Titelträger
| Disziplin    | Sieger                       |
| ------------ | ---------------------------- |
| Herreneinzel | Reinhold Pum                 |
| Dameneinzel  | Britta Kajdasz               |
| Herrendoppel | Reinhold Pum Karl Buchart    |
| Damendoppel  | Lore Voit Brigitte Hlinka    |
| Mixed        | Reinhold Pum Brigitte Hlinka |